# Чжун Сюечунь
Чжун Сюечунь (нар. 18 січня 1994) — китайська борчиня вільного стилю, дворазова чемпіонка Азії, бронзова призерка Азійських ігор, бронзова призерка Кубку світу, учасниця Олімпійських ігор.

## Біографія
Боротьбою почала займатися з 2005 року. У 2012 році стала віце-чемпіонкою світу серед юніорів.
Виступає за борцівський клуб міста Наньнін.

## Спортивні результати на міжнародних змаганнях

### Виступи на Олімпіадах
| Змагання                    | Збірна | Вагова категорія          | Місце |
| --------------------------- | ------ | ------------------------- | ----- |
| Літні Олімпійські ігри 2016 | Китай  | жіноча боротьба, до 53 кг | 5     |

### Виступи на Чемпіонатах світу
| Змагання                        | Збірна | Вагова категорія          | Місце |
| ------------------------------- | ------ | ------------------------- | ----- |
| Чемпіонат світу з боротьби 2013 | КНР    | жіноча боротьба, до 55 кг | 16    |
| Чемпіонат світу з боротьби 2015 | КНР    | жіноча боротьба, до 53 кг | 5     |

### Виступи на Чемпіонатах Азії
| Змагання                       | Збірна | Вагова категорія          | Місце  |
| ------------------------------ | ------ | ------------------------- | ------ |
| Чемпіонат Азії з боротьби 2014 | КНР    | жіноча боротьба, до 53 кг | Золото |
| Чемпіонат Азії з боротьби 2015 | КНР    | жіноча боротьба, до 53 кг | Золото |

### Виступи на Азійських іграх
| Змагання           | Збірна | Вагова категорія          | Місце  |
| ------------------ | ------ | ------------------------- | ------ |
| Азійські ігри 2014 | КНР    | жіноча боротьба, до 55 кг | Бронза |

### Виступи на Кубках світу
| Змагання                    | Збірна | Вагова категорія          | Місце  |
| --------------------------- | ------ | ------------------------- | ------ |
| Кубок світу з боротьби 2014 | КНР    | жіноча боротьба, до 53 кг | Бронза |

### Виступи на інших змаганнях
| Змагання                               | Збірна | Вагова категорія          | Місце  |
| -------------------------------------- | ------ | ------------------------- | ------ |
| Міжнародний меморіал Дейва Шульца 2014 | КНР    | жіноча боротьба, до 55 кг | Золото |
| Гран-прі Парижа з боротьби 2015        | КНР    | жіноча боротьба, до 53 кг | Золото |
| Klippan Lady Open 2015                 | КНР    | жіноча боротьба, до 53 кг | 7      |
| Гран-прі Іспанії з боротьби 2015       | КНР    | жіноча боротьба, до 53 кг | Бронза |
| Золотий Гран-прі з боротьби 2015       | КНР    | жіноча боротьба, до 53 кг | Бронза |
| Тестовий турнір UWW 2016               | КНР    | жіноча боротьба, до 53 кг | Золото |

### Виступи на змаганнях молодших вікових груп
| Змагання                                      | Збірна | Вагова категорія          | Місце  |
| --------------------------------------------- | ------ | ------------------------- | ------ |
| Чемпіонат світу з боротьби серед юніорів 2012 | КНР    | жіноча боротьба, до 55 кг | Срібло |